# ذخیره‌گاه طبیعی ملی (اسکاتلند)

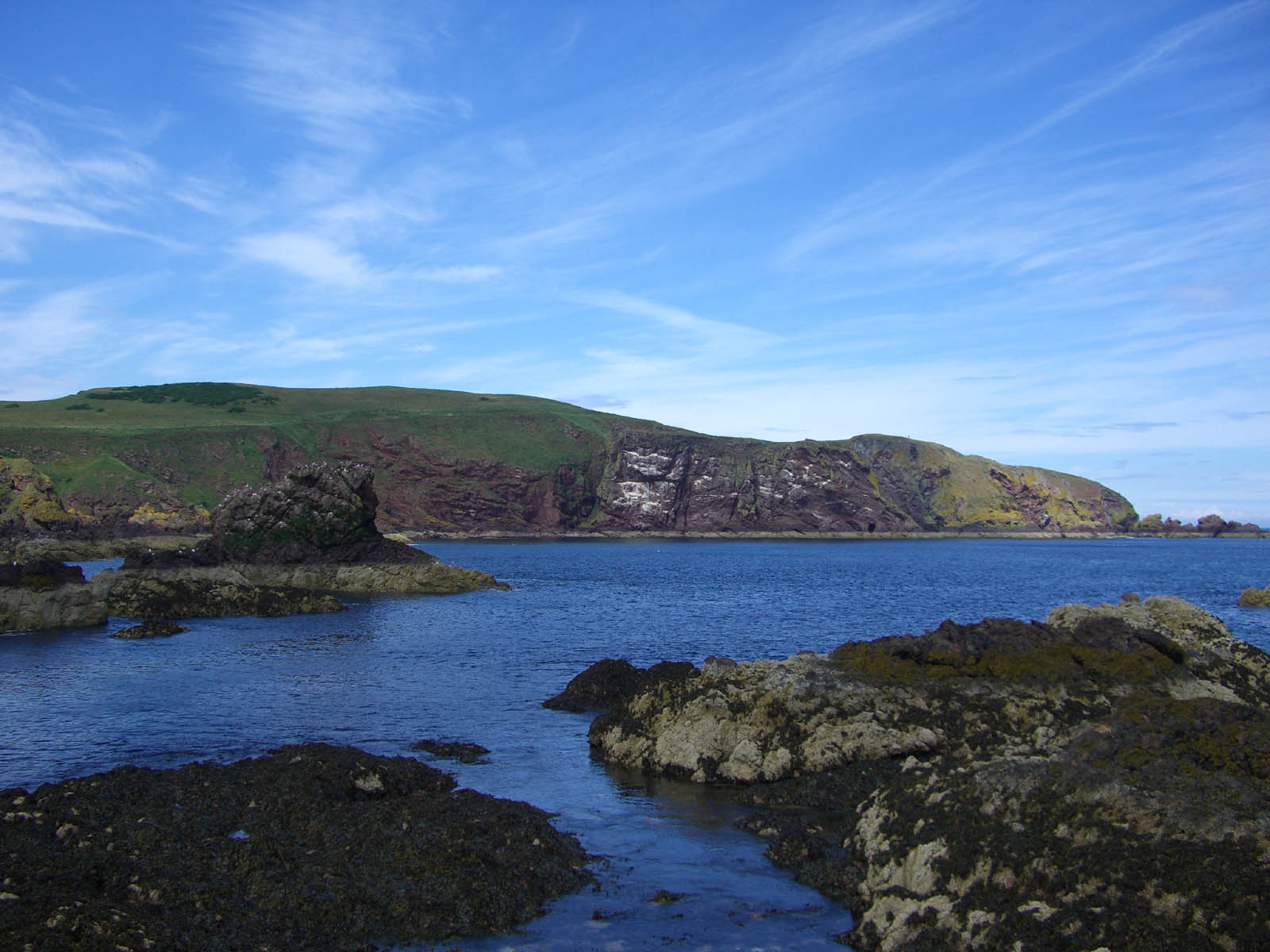
NNR سنت ابز در برویک شایر، از جنوب در نزدیکی روستای سنت ابس.

ذخیره‌گاه طبیعی ملی (به انگلیسی: National nature reserve) در اسکاتلند مناطقی از زمین یا آب هستند که زیر پوشش قانون حیات وحش و حومه شهر ۱۹۸۱ دارای زیستگاه‌ها و گونه‌های با اهمیت ملی تعیین شده‌اند. ذخیره‌گاه‌های طبیعی ملی می‌توانند متعلق به سازمان‌های دولتی، خصوصی، اجتماعی یا داوطلبانه باشند، اما باید مدیریت شوند تا زیستگاه‌ها و گونه‌های مهم آن‌ها حفظ شود، و همچنین فرصت‌هایی برای مردم برای لذت بردن و تعامل با طبیعت فراهم شود. در حال حاضر ۴۳ ذخیره‌گای طبیعی ملی در اسکاتلند وجود دارد که ۱۵۴٬۲۵۰ هکتار (۱٬۵۴۲٫۵ کیلومتر مربع)، یا کمتر از ۱٫۵ درصد از مساحت سرزمین اسکاتلند را پوشش می‌دهد. اندازه آنها از دره Corrieshaloch در ۷ هکتار تا Mar Lodge Estate، که ۲۹۳۲۴ در هکتار را پوشش می‌دهد، متغیر است.
بیشتر ذخیره‌گاه‌های طبیعی ملی در اسکاتلند نیز به عنوان پایگاه‌های مورد علاقه علمی ویژه تعیین می‌شوند. بسیاری نیز بخشی از شبکه Natura 2000 هستند که مناطق حمایت ویژه و مناطق ویژه حفاظت را پوشش می‌دهد. علاوه بر این، برخی از ذخیره‌گاه‌های طبیعی ملی به عنوان سایت‌های رامسر تعیین شده‌اند.